# Harnoncourt
Pour les articles homonymes, voir Harnoncourt (homonymie).
Harnoncourt (en gaumais : Arnonco ou Harnoncou) est un village de la Gaume belge, à quelques kilomètres au sud de la ville de Virton. Administrativement il fait aujourd'hui partie de la commune de Rouvroy située en Région wallonne dans la province de Luxembourg. C'était une commune à part entière avant la fusion des communes de 1977.
Le village est traversé à l'ouest (hameau de Rouvroy) par la route nationale 87 reliant Lamorteau (frontière française) à Parette (Attert), près de la frontière luxembourgeoise.

## Évolution démographique
- Source: DGS, recensements population

## Histoire
Documenté dès 1270 sous le nom de Hénacourt le village semble remonter à la période romaine : des vestiges d’une ancienne villa y furent retrouvés. Dépendant du comté de Chiny puis du comté de Luxembourg le village passe entre les mains d’importantes familles d’Ethe avant d’être érigé en ‘vicomté’ en 1678, pour la famille de la Fontaine d’Harnoncourt.
Au XVIIe siècle la famille nobiliaire de la Fontaynne, originaire de Marville en Lorraine française, s'installe à Harnoncourt, devenu vicomté, et en prend le nom. Alliée des ducs de Lorraine elle se trouve du côté des Habsbourg d'Autriche à la Révolution française et lors des conflits du XIXe siècle, la famille de la Fontaine d'Harnoncourt fait aujourd'hui partie de l'aristocratie autrichienne. Le musicien Nikolaus Harnoncourt en fait partie.

## Patrimoine et culture

### Patrimoine architectural et sites
- L'église Saint-Martin d'Harnoncourt se trouve en fait dans le hameau voisin de Rouvroy, qui donna son nom à la nouvelle commune (1977) comme étant la localité la plus centrale de la nouvelle entité.
- La pierre tombale et monument en marbre noir et albâtre de Joseph Louis Mathieu de la Fontaynne, comte d'Harnoncourt se trouve dans l'église. Ce général, commandant un régiment de cavalerie autrichien, mourut à Harnoncourt le 30 juin 1816, à l’âge de 80 ans.
- La croix du parjure (ou croix du souvenir) est un grand crucifix en fer forgé avec la figure du Christ peinte en blanc. Elle se trouve rue de France, sur la route allant de Harnoncourt à Montquintin. D’après l’histoire locale un certain Noel, du village d’Harnoucourt, enrôlé dans les armées napoléoniennes jura qu’il élèverait un calvaire à Lompré s’il revenait sain et sauf de la campagne de Russie. À son retour il négligea son vœu solennel. Après sa mort son fantôme revint importuner ses héritiers qui, pour avoir la paix, érigèrent le crucifix de Lompré.